# Mjesno vrijeme
Mjesno vrijeme (lokalno vrijeme) je srednje Sunčevo vrijeme za određenu točku Zemljine površine. Ovisi o zemljopisnoj dužini.
Određuje ga prividni prolazak Sunca preko podnevnika tog mjesta, odnosno to mjesto je u tom vremenu glede položaja Sunca nad tim mjestom.
U prošlosti u doba sporih prometnih veza primjena mjesnog vremena bila je dostatna. Čovjek je promatrao prividno kretanje Sunca na nebu i kada bi Sunce bilo u najvišoj točki prividne dnevne putanje (zenitu), tad je tu bilo 12 sati (podne) i tako se određivalo mjesno vrijeme. To se vrijeme određivalo pomoću položaja Sunca, zbog čega ga nazivamo ga i 'sunčevim vremenom. Određivanje vremena u prošlosti otežavali su oblačni i kišni dani kada se nije moglo osmatrati Sunce. Podnevnici imaju svoje mjesno vrijeme. S obzirom na to da je Zemlja 360°, podijeljeno na 24 sata, 1 sat obuhvaća 15°, a razmak između dvaju podnevnika, 1°, bila je četiri minute. U prošlosti su se vremena određivala uz pomoć sunčanog sata.
Razvijanjem komunikacija od sredine 19. stoljeća dolazi se do potrebe uvođenja pojasnog (zonskog) vremena. Zbog brzog prolaženja tih manjih udaljenosti uporaba mjesnog vremena u svakodnevnom životu stvarala je velike probleme jer bi svako naselje imalo svoje vlastito vrijeme. Radi izbjegavanja takvih situacija, dogovorno je Zemljina kugla podijeljena na 24 vremenska pojasa tako da sva mjesta unutar jedne zone imaju isto, tzv. pojasno (zonsko) vrijeme.
Dogovor o pojasima postignut je 1892. u Washingtonu.